# Barrage de Nadarivatu
Le barrage de Nadarivatu est un barrage hydroélectrique situé aux Fidji, sur la rivière Sigatoka.

## Présentation
Le barrage de Nadarivatu est d'une puissance de 42 MW, et produit environ 100 GWh/an ; il fournit 12 % de l'électricité des Fidji. Le barrage a été associé à un plan de développement de la vallée, s'accompagnant d'une extension du réseau téléphonique et de transports, ainsi qu'un raccordement des populations locales à l'électricité. Il fut mis en service en 2012.
Le barrage est construit « au fil de l'eau », avec un petit bassin de régulation du débit ; un bassin de retenue a été jugé superflu, car le barrage de Monasavu offrait déjà une capacité de stockage importante.

## Histoire
Le projet était à l'origine prévu comme un partenariat entre la Fiji Electricity Authority et la compagnie australienne Pacific Hydro Limited ; cependant, celle-ci se retira du projet pour cause de rentabilité insuffisante. La banque européenne d'investissement se montra intéressée par le projet, mais se retira lors de la consolidation du régime militaire par Frank Bainimarama. Finalement, le financement pour ce projet fut apporté par la Banque de Développement de Chine (70 millions de dollars américains), des obligations de la Fiji Electricity Authority (50 millions) et l'Australia and New Zealand Banking Group (30 millions). Le barrage fut conçu par l'entreprise néo-zélandaise MWH Global, et construit par la Sinohydro Corporation of China. Des critiques seraient survenues lors de la construction du barrage, notamment pour le non-respect des conditions d'hygiène et de sécurité, des retenues sur salaire non justifiées, des heures supplémentaires non payées, et l'utilisation de personnel chinois non qualifié aux dépens de la main d'œuvre locale.